# イアン・ポベダ
イアン・カルロ・ポベダ＝オカンポ（Ian Carlo Poveda-Ocampo, 2000年2月9日 - ）は、イングランド・ロンドン・サザーク区出身のサッカー選手。リーズ・ユナイテッドFC所属。ポジションはMF。

## クラブ経歴
ユース時代はチェルシーFCやアーセナルFCに加え、FCバルセロナの育成組織（ラ・マシア）にも在籍した経験を持つ。2016年にマンチェスター・シティFCのユースチームに入団。加入後U-18に配属され、2016-17シーズンは22試合8ゴールまで記録。翌2017-18シーズン途中にはU-23に昇格。2018-19シーズンからはトップチームとの二種登録選手となり、同シーズンはトップチーム出場こそなかったもののプレミアリーグ優勝を経験。2019-20シーズンこそプロデビューが期待されたものの、厚い選手層の前に出場機会を得ることが出来なかった。
2020年1月24日、リーズ・ユナイテッドFCと2024年までの契約を締結。シーズン途中入団ながら背番号7番が与えられた。6月21日のEFLチャンピオンシップ (2部リーグ)のカーディフ・シティFC戦でプロデビュー。同シーズンは4試合に出場。チームは2部リーグ優勝を果たし、2003-04シーズン以来のプレミアリーグ復帰を果たした。
2021年8月24日、ブラックバーン・ローヴァーズFCへの1年間のローン移籍が発表された。

## 代表歴
プロデビュー前の2015年から、各ユース世代のイングランド代表でプレーしている。

## 人物
- 両親はコロンビア人で、同国の国籍も所有している。そのため、両親の国籍を行使してコロンビア代表でプレーすることも可能となっている。
- マンチェスター・シティFCに在籍していた2019年7月、横浜F・マリノスとのプレシーズンマッチのために来日。カイル・ウォーカーらと共に開催イベント出席した[4]。